# Kato Kastritsi
Kato Kastritsi  este un oraș în Grecia în Prefectura Ahaia.